# Уші Дігарт
Уші Дігарт (Uschiшвед. Uschi Digard; нар.. 15 серпня 1948, вілла Сальтшен-Дувнес, комуна Накка, льон Стокгольм, Швеція) — шведська акторка, модель і порноакторка.

## Біографія
Народилася 1948 року в маленькому містечку вілла Сальтшен-Дувнес, комуна Накка, що під Стокгольмом Швеція. Після закінчення школи поїхала до Італії, а потім до Франції, щоб удосконалити свою італійську та французьку. Потім подорожувала до Лондона, де працювала у великому готелі. Після цього поїхала через Марракеш на Канарські острови, де познайомилася зі своїм чоловіком.
У 1967 році переїхала до США, де працювала перекладачкою. Знайомство з Ярусом Меєром (Russ Meyer) стало переломним етапом у її житті. Вона починає активно зніматися для чоловічих журналів і в різних фільмах в жанрі «арт-порно». 
У 1989 році залишила порноіндустрію.

## Фільмографія
Знялася в понад 100 порнофільмах. Сама продюсувала кілька.

### Вибрана фільмографія
- 1968: The Big Snatch
- 1969: Uschi!
- 1969: Головорізи СС — секретарка генерала (немає в титрах)
- 1970: Cherry, Harry & Raquel!, von Russ Meyer
- 1971: The Seven Minutes, von Russ Meyer
- 1971: Wow, it's Cindy!
- 1971: Sexualrausch
- 1971: The Toy Box
- 1971: The Erotic Adventures of Pinocchio
- 1972: Bang! Bang! The Mafia Gang
- 1972: Prison Girls
- 1974: The Dicktator
- 1974: I Want You
- 1975: Ilsa: She-Wolf of the SS
- 1975: Female Chauvinists
- 1975: Supervixens — Eruption, von Russ Meyer
- 1977: The Kentucky Fried Movie
- 1979: Beneath the Valley of the Ultra-Vixens, von Russ Meyer
- 1980: John Holmes and the All-Star Sex Queens
- 1980: Disco Sex Party
- 1980: Uschi Digard vs Candy Samples — Battle of the Bosoms
- 1989: Uschi vs. Roni
- 2001: Pandora Peaks